# Christian Chaubet
Christian Chaubet (Tolosa, 19 luglio 1961) è un ex ciclista su strada francese.

## Palmarès

### Strada
- 1985 (Dilettanti, una vittoria)

Paris-Roubaix Espoirs
- 1986 (Fagor, una vittoria)

12ª tappa - parte b Tour de la Communauté Européenne (Sestriere > Torino)
- 1987 (Fagor, una vittoria)

1ª tappa Volta a Portugal (Águeda > Marinha Grande)
- 1988 (KAS-Canal 10, una vittoria)

2ª tappa - parte a Tour du Limousin (Chaumeil > Royère-de-Vassivière)
- 1990 (Toshiba, una vittoria)

1ª tappa Tour du Limousin (Guéret > Guéret)
- 1992 (Chazal, una vittoria)

14ª tappa Miller Superweek

#### Altri successi
- 1991 (Toshiba)

2ª tappa Parigi-Nizza (Nevers, cronosquadre)

## Piazzamenti

### Grandi Giri
- Giro d'Italia

1986: ritirato (16ª tappa)
1987: 123º
1989: ritirato (21ª tappa)
- Tour de France

1989: 79º
1990: 149º
1991: 110º

### Classiche monumento
- Milano-Sanremo

1990: 28º
1991: 25º
- Giro delle Fiandre

1989: 17º
1990: 91º
- Parigi-Roubaix

1986: 46º
1990: 54º
1991: 66º
1992: 45º